# Thomas Kinkade's Home for Christmas
Thomas Kinkade's Home for Christmas (A Luz da Cidade no Brasil) é um filme dirigido por Michael Campus lançado em 26 de Maio de 2010 em DVD, no Brasil.

## Sinopse
Thomas Kinkade (Jared Padalecki) é um jovem artista que ao descobrir que sua mãe Maryanne Kinkade (Marcia Gay Harden) pode perder sua casa, decide ajudá-la e consegue um trabalho provisório pintando o mural da prefeitura para a celebração do natal. Inspirado por seu mentor e vizinho Glen (Peter O'Toole), Thom deixa de lado seu orgulho e frustração, e passa a expor seu talento no mural. Ele não só desenvolve o seu talento, como também ajuda a cidade a recuperar o verdadeiro espírito natalino.
Baseado em uma divertida e charmosa história real, A Luz da Cidade conta a história da inspiração por trás da pintura Christmas Cottage do pintor estadunidense Thomas Kinkade.

## Elenco
| Intérprete        | Personagem                              |
| ----------------- | --------------------------------------- |
| Jared Padalecki   | Thomas Kinkade                          |
| Marcia Gay Harden | Maryanne Kinkade                        |
| Peter O'Toole     | Glen Wesman                             |
| Aaron Ashmore     | Pat Kinkade                             |
| Kiersten Warren   | Tanya Kapinski, Miss Placerville (1974) |
| Richard Burgi     | Bill Kinkade                            |
| Geoffrey Lewis    | Butch Conran                            |
| Chris Elliott     | Ernie Trevor                            |
| Richard Moll      | Big Jim                                 |
| Gina Holden       | Hope Eastbrook                          |
| Tegan Moss        | Nanette                                 |
| Chelan Simmons    | Miss Placerville (1977)                 |
| Jay Brazeau       | Sr. Ross                                |
| Malcolm Stewart   | Lloyd Gunderson                         |
| Gabrielle Rose    | Evelyn Gunderson                        |
| Charlotte Rae     | Vesta Furniss                           |
| Chang Tseng       | Mr. Chang                               |
| Nancy Robertson   | Deputy Hornbuckle                       |
| Edward Asner      | Sidney                                  |